# 卵叶蜘蛛抱蛋
卵叶蜘蛛抱蛋（学名：Aspidistra typica）为天门冬科蜘蛛抱蛋属的植物。分布在越南北部以及中国大陆的云南、广西等地，生长于海拔80米至500米的地区，常生长在常绿阔叶林中灌丛中及林中，目前尚未由人工引种栽培。